# Howard Hayes Scullard
Howard Hayes Scullard (ur. 9 lutego 1903; zm. 31 marca 1983) – brytyjski historyk, specjalizujący się w historii starożytnej. Współredaktor The Oxford Classical Dictionary.
Urodził się w Bedford, jako syn brytyjskiego ministra Herberta Hayesa Scullarda oraz Barbary Louisy Dodds. Swoją edukację, rozpoczętą w Highgate School, zwieńczył studiami w St John’s College na Uniwersytecie Cambridge, gdzie w New College, pracował jako ćwiczeniowiec (ang. tutor), a później reader. W latach 1935–1959, obejmował stanowisko profesora historii starożytnej w londyńskim King's College, z którego odszedł na emeryturę w 1970.

## Publikacje
- Scipio Africanus in the Second Punic War (University Press, Cambridge, 1930)
- A history of the Roman world from 753 to 146 BC (Methuen, London, 1935)
- redakcja (z H. E. Butlerem), XXX ks. Liwiusza (Methuen, London, 1939)
- Roman politics (Clarendon Press, Oxford, 1951)
- redakcja, Atlas of the Classical World (Nelson, London and Edinburgh, 1959)
- From the Gracchi to Nero: a history of Rome from 133 B.C. to A.D. 68 (Methuen, London, 1959)
- redakcja, The grandeur that was Rome (Sidgwick and Jackson, London, 1961)
- Shorter atlas of the classical world (Thomas Nelson and Sons, Edinburgh, 1962)
- The Etruscan cities and Rome (Thames and Hudson, London, 1967)
- Scipio Africanus: soldier and politician (Thames and Hudson, London, 1970)
- redakcja (z N. G. L. Hammondem), Oxford Classical Dictionary (Clarendon Press, Oxford, 1970)
- The elephant in the Greek and Roman world (Thames and Hudson, London, 1974)
- A history of Rome down to the reign of Constantine (Macmillan Publishers, London, 1975)
- Roman Britain: outpost of the Empire (Thames and Hudson, London, 1979)
- Festivals and ceremonies of the Roman Republic (Thames and Hudson, London, 1981)